# Titanfall
Titanfall – wieloosobowa gra komputerowa z gatunku first-person shooter stworzona przez Respawn Entertainment. Tytuł został wydany przez Electronic Arts na platformy PC i Xbox One 11 marca 2014 oraz Xbox 360, który trafił do sprzedaży 8 kwietnia 2014. W grze wcielamy się w pilota zdolnego kierować kilkumetrowym mechem, zwanym Tytanem. Akcja rozgrywa się w bliżej nieokreślonej przyszłości w uniwersum sci-fi. 28 października 2017 roku zadebiutowała kontynuacja gry – Titanfall 2.

## Rozgrywka
Ludzkość zostaje podzielona na dwie przeciwne sobie frakcje. Jedna z nich to konsorcjum, które chce zdobyć zasoby planet pozostających do tego czasu poza zainteresowaniem władz Ziemi. Druga frakcja to mieszkańcy innych światów, którzy są wyzyskiwani przez ogromne firmy.

## Odbiór gry
Gra w wersji PC została pozytywnie przyjęta przez recenzentów, osiągając według agregatora GameRankings średnią wynoszącą około 84% oraz 86/100 punktów według serwisu Metacritic.